# Michael J. McGivney
Michael Joseph McGivney (ur. 12 sierpnia 1852 w Waterbury, zm. 14 sierpnia 1890 w Thomaston) – amerykański duchowny katolicki, założyciel charytatywnej organizacji Rycerzy Kolumba, błogosławiony Kościoła katolickiego.
Michael Joseph urodził się 12 sierpnia 1852 roku w rodzinie irlandzkich imigrantów, jego rodzicami byli Patrick McGivney oraz Mary McGivney. Był najstarszy spośród liczącego 13 osób rodzeństwa (w tym 6 z nich zmarło we wczesnym dzieciństwie). Jego ojciec pracował w Waterbury jako formierz. Uczył się w lokalnej szkole, ale przerwał naukę w wieku 13 lat, aby pracować przy młynie w fabryce mosiądzu jako rozdrabniacz. W wieku 16 lat Michael rozpoczął naukę w seminarium znajdującym się w Saint-Hyacinthe. Zmarł w wieku 38 lat na zapalenie płuc. W 1997 roku rozpoczął się jego proces beatyfikacyjny. W marcu 2008 roku, papież Benedykt XVI zatwierdził dekret o heroiczności jego cnót. 27 maja 2020 roku papież Franciszek uznał cud za wstawiennictwem ks. Michaela co otworzyło drogę do jego beatyfikacji, która odbyła się 31 października 2020 roku.

## Życiorys

### Wczesne lata
Michael Joseph McGivney urodził się 12 sierpnia 1852 roku w Waterbury w stanie Connecticut, jako pierwsze dziecko Patricka i Mary (z domu Lynch) McGivneyów. Jego rodzice przybyli do Stanów Zjednoczonych w XIX wieku, w okresie wielkiej emigracji irlandzkiej i pobrali się w Waterbury. Patrick pracował jako formierz w fabryce mosiądzu w warunkach szkodliwych dla zdrowia. Mary urodziła trzynaścioro dzieci, z których sześcioro zmarło wkrótce po urodzeniu, pozostawiając Michaela z czterema siostrami i dwoma braćmi.
Michael uczęszczał do szkół publicznych w robotniczej dzielnicy miasteczka Waterbury. Był dobrym uczniem, znanym z bardzo dobrych manier i biegłości w nauce. W wieku 13 lat, czyli niedługo po zakończeniu wojny secesyjnej, ukończył naukę trzy lata wcześniej od swoich rówieśników i rozpoczął pracę w fabryce wyrobów mosiężnych w dziale zajmującym się produkcją łyżek, by móc dołożyć kilka groszy do domowego budżetu.

### Seminarium
W 1868 roku 16-letni Michael opuścił dom, by zrealizować Boże powołanie do kapłaństwa. Jego formacja seminaryjna była bogata i zróżnicowana – studiował w Seminarium św. Jacka w kanadyjskim Quebecu, w Seminarium Matki Bożej Anielskiej w Niagara Falls w stanie Nowy Jork oraz w Seminarium Najświętszej Maryi Panny w Montrealu.
W czerwcu 1873 roku tragiczna śmierć ojca niemal zakończyła seminaryjną formację 20-letniego Michaela. Gdy przybył na pogrzeb do Waterbury, zastanawiał się nad opuszczeniem seminarium i powrotem do pracy w fabryce, aby wesprzeć rodzinę. Biskup Diecezji Hartford dostrzegając w Michaelu ogromny kapłański potencjał, zapewnił mu finansowe wsparcie, aby mógł zostać przyjęty do Seminarium Najświętszej Maryi Panny w Baltimore.
Po czterech latach studiów i formacji 22 grudnia 1877 roku w katedrze pw. Wniebowzięcia Najświętszej Maryi Panny w Baltimore (pierwszej katolickiej katedrze w USA) Michael przyjął święcenia kapłańskie z rąk arcybiskupa (późniejszego kardynała) Jamesa Gibbonsa. Kilka dni później w obecności owdowiałej matki, ks. Michael J. McGivney sprawował swoją pierwszą publiczną Eucharystię w kościele pw. Niepokalanego Poczęcia Najświętszej Maryi Panny w Waterbury, rozpoczynając życie jako ksiądz, który realizował intensywne i trudne powołanie, w czasach, gdy przewidywana długość życia wynosiła niespełna 40 lat.

### Kapłaństwo
Ksiądz McGivney został wikariuszem przy kościele pw. Najświętszej Maryi Panny w New Haven, pierwszej katolickiej parafii w tym ruchliwym, portowym mieście. Tam zetknął się z wyzwaniami braku kapłanów, parafialnych długów, chorób i z wrogością wobec katolików.
Realizując swoją strategiczną wizję, ksiądz McGivney ściśle współpracował z katolickimi przywódcami z New Haven. Wspólnie gromadzili się w podziemiach kościoła pw. Najświętszej Maryi Panny, by odkrywać ideę katolickiej wspólnoty bratniej. W 1882 roku założył Rycerzy Kolumba, bratnią organizację dla katolickich mężczyzn.
W listopadzie 1884 roku ksiądz McGivney został mianowany proboszczem parafii pw. św. Tomasza w Thomaston, przemysłowym mieście oddalonym około 50 kilometrów od New Haven. Przez sześć lat posługi w parafii pw. św. Tomasza ks. McGivney zapisał się w pamięci wiernych jako wyjątkowy proboszcz, który budował silne więzi ze swymi parafianami oraz dbał o ich duchowy rozwój i doczesny dobrobyt. Rozwijał również działalność misyjną Kościoła, podróżując co niedzielę powozem konnym, aby odprawić Mszę świętą w dwóch odległych od siebie miejscowościach. Kontynuował służbę jako Najwyższy Kapelan Rycerzy Kolumba.

### Śmierć
Ksiądz McGivney, który nigdy nie cieszył się dobrym zdrowiem, w styczniu 1890 roku ciężko zachorował na gruźlicę, a w konsekwencji na zapalenie płuc. Zmarł 14 sierpnia, dwa dni po swoich 38. urodzinach. Szczątki księdza McGivneya spoczywają w sarkofagu w kościele pw. Najświętszej Maryi Panny w New Haven, a więc tam, gdzie założył Rycerzy Kolumba.

## Proces beatyfikacyjny
Proces beatyfikacyjny został oficjalnie rozpoczęty 18 grudnia 1997 roku. Uroczystość odbyła się w budynku kurii Archidiecezji Hartford, a przewodniczył jej ówczesny arcybiskup Daniel A. Cronin. Postulatorem procesu został dominikanin, ojciec Gabriel B. O’Donnell. Za aprobatą Watykanu (nihil obstare) ksiądz McGivney otrzymał tytuł „Sługi Bożego”.
Archidiecezjalna Komisja Historyczna opracowała 700-stronicowy dokument dotyczący wszystkich aspektów życia i epoki ks. McGivneya. Z kolei zwołany w Hartford Trybunał wysłuchał zeznań i dokonał oceny dowodów związanych ze sprawą. Następnie ojciec O’Donnell podjął się napisania positio, czyli wiarygodnej biografii księdza McGivneya oraz wykładu na temat jego cnót wiary, nadziei i miłości, z naciskiem na duchowy charakter i świętość życia. Liczący ponad 1000 stron dokument został dostarczony do Watykanu latem 2000 roku. W mieszczącej się tam Kongregacji Spraw Kanonizacyjnych oficjalnie rozpoczęto rzymski etap procesu. Nowym postulatorem został mianowany dr Andrea Ambrosi.
Po okresie skrupulatnych badań oraz prób oceny życia i cnót ks. McGivneya, 15 marca 2008 roku Kongregacja Spraw Kanonizacyjnych ogłosiła, że papież Benedykt XVI zatwierdził dekret o heroiczności cnót tego kapłana. Tym samym ks. McGivney został ogłoszony Czcigodnym Sługą Bożym.
Dekret stanowi między innymi:
Co się tyczy cnót teologalnych, a więc Wiary, Nadziei i Miłości skierowanej zarówno do Boga, jak i do bliźniego, a także co się tyczy praktykowania cnót kardynalnych – Roztropności, Sprawiedliwości, Umiarkowania i Męstwa, oraz cnót z nimi związanych, to w stopniu heroicznym były one obecne w życiu Sługi Bożego Michaela McGivneya, Księdza diecezjalnego i Założyciela Bratniego Zakonu Rycerzy Kolumba.
26 maja 2020 roku papież Franciszek zatwierdził cud za wstawiennictwem ks. Michaela. Zatwierdzony cud polegał na uzdrowieniu dziecka w łonie matki, którego życie było zagrożone. Spodziewając się swojego trzynastego dziecka, Daniel i Michelle Schachle z Tennessee zostali poinformowani, że chłopiec ma zespół Downa. Kilka tygodni później podczas badania ultrasonograficznego wykryto obrzęk płodu, którego wiele narządów było wypełnionych płynem. Lekarze nie dając dziecku szans na przeżycie, doradzili przeprowadzenie aborcji. Daniel i Michelle, którzy są katolikami, odmówili wykonania aborcji i zaczęli modlić się o cud za wstawiennictwem ks. McGivneya. Daniel, który na co dzień pracuje jako agent ubezpieczeniowy Rycerzy Kolumba, wybrał się wraz z żoną na pielgrzymkę do Fatimy w Portugalii. Podczas Mszy św. w sanktuarium w Fatimie Michelle poczuła, że w jej wnętrzu coś się zmieniło, gdy usłyszała słowa Ewangelii o rzymskim urzędniku, którego syn został uzdrowiony przez Jezusa: „Idź, syn twój żyje”. Badanie USG wykonane kilka dni po powrocie do Tennessee wykazało, że obrzęk płodu zniknął. Uzdrowienie po kilku latach badań prowadzonych w Watykanie zostało uznane przez ekspertów medycznych i teologów za cudowne. Dziś Michael Schachle jest aktywnym 5-latkiem z zespołem Downa, otoczonym kochającą rodziną.
Kolejnym krokiem była Msza beatyfikacyjna, która odbyła się 31 października 2020 roku w katedrze pw. św. Józefa w Hartford w stanie Connecticut. Podczas uroczystości założyciel Rycerzy Kolumba został ogłoszony błogosławionym. Jego wspomnienie liturgiczne obchodzone jest 13 sierpnia.